# Isländischer Fußballpokal der Männer 1982
Der isländische Fußballpokal 1982 war die 23. Austragung des isländischen Pokalwettbewerbs der Männer. Pokalsieger wurde ÍA Akranes. Das Team setzte sich im Finale am 29. August 1982 im Laugardalsvöllur von Reykjavík gegen ÍB Keflavík durch. Titelverteidiger ÍBV Vestmannaeyja schied im Achtelfinale gegen Fram Reykjavík aus.

## Modus
Die Begegnungen wurden in einem Spiel ausgetragen. Bei unentschiedenem Ausgang wurde das Spiel auf des Gegners Platz wiederholt. In den ersten drei Runden nahmen Vereine ab der zweiten Liga abwärts teil. Die Mannschaften aus der ersten Liga starteten im Achtelfinale.

## 1. Runde
| Datum      |                       | Ergebnis |                     |
| ---------- | --------------------- | -------- | ------------------- |
| 26.05.1982 | UMF Bolungarvík       | 2:3      | UMF Grundarfjörður  |
| 26.05.1982 | HV Ísafjörður         | 0:2      | UMF Víkingur        |
| 26.05.1982 | UMF Grindavík         | 3:1      | UMF Stokkseyri      |
| 26.05.1982 | Hekla Hella           | 00:12    | UMF Njarðvík        |
| 26.05.1982 | Víðir Garði           | 7:0      | Hamar Hveragerði    |
| 26.05.1982 | UMF Skallagrímur      | 0:1      | FH Hafnarfjörður    |
| 26.05.1982 | IK Kópavogur          | 4:3      | UMF Stjarnan        |
| 26.05.1982 | Reynir Hnífsdalur     | 0:5      | Augnablik Kópavogur |
| 26.05.1982 | Höttur Egilsstaðir    | 0:3      | UMF Einherji        |
| 26.05.1982 | Reynir Sandgerði      | 1:0      | Fylkir Reykjavík    |
| 26.05.1982 | Huginn Seyðisfjörður  | 7:1      | Valur Reyðarfjörður |
| 26.05.1982 | UMF Sindri Höfn       | 0:6      | þróttur Norðfjörður |
| 26.05.1982 | Haukar Hafnarfjörður  | 0:1      | Ármann Reykjavík    |
| 26.05.1982 | UMF Afturelding       | 3:1      | UMF Selfoss         |
| 26.05.1982 | Snæfell Stykkishólmur | 1:2      | þróttur Reykjavík   |

## 2. Runde
| Datum      |                      | Ergebnis |                      |
| ---------- | -------------------- | -------- | -------------------- |
| 08.06.1982 | Reynir Sandgerði     | 2:0      | Augnablik Kópavogur  |
| 08.06.1982 | þór Akureyri         | 2:1      | KS Siglufjarðar      |
| 08.06.1982 | Völsungur Húsavík    | 8:0      | Arroðinn Akureyri    |
| 08.06.1982 | Ármann Reykjavík     | 3:2      | UMF Grindavík        |
| 08.06.1982 | Austri Eskifjörður   | 2:3      | Huginn Seyðisfjörður |
| 08.06.1982 | þróttur Reykjavík    | 3:1      | UMF Víkingur         |
| 08.06.1982 | Dagsbrún Eyjafjörður | 1:5      | Leiftur Ólafsfjörður |
| 08.06.1982 | UMF Grundarfjörður   | 1:3      | UMF Afturelding      |
| 08.06.1982 | IK Kópavogur         | 2:1      | FH Hafnarfjörður     |
| 08.06.1982 | UMF Einherji         | 2:1      | þróttur Norðfjörður  |
| 08.06.1982 | UMF Njarðvík         | 0:3      | Víðir Garði          |
| 08.06.1982 | UMF Tindastóll       | 5:1      | Magni Grenivík       |

## 3. Runde
| Datum      |                      | Ergebnis |                      |
| ---------- | -------------------- | -------- | -------------------- |
| 22.06.1982 | þróttur Reykjavík    | 3:1      | UMF Afturelding      |
| 22.06.1982 | Ármann Reykjavík     | 0:1      | Víðir Garði          |
| 22.06.1982 | Reynir Sandgerði     | 1:0      | IK Kópavogur         |
| 22.06.1982 | Huginn Seyðisfjörður | 5:0      | UMF Einherji         |
| 22.06.1982 | UMF Tindastóll       | 0:1      | Völsungur Húsavík    |
| 22.06.1982 | þór Akureyri         | 7:2      | Leiftur Ólafsfjörður |

## Achtelfinale
Teilnehmer: Die sechs Sieger der 3. Runde und die zehn Teams der 1. deild 1982.
| Datum      |                      | Ergebnis |                      |
| ---------- | -------------------- | -------- | -------------------- |
| 07.07.1982 | Huginn Seyðisfjörður | 0:4      | Reynir Sandgerði     |
| 07.07.1982 | Víðir Garði          | 0:2      | ÍB Keflavík          |
| 07.07.1982 | þróttur Reykjavík    | 1:5      | ÍA Akranes           |
| 07.07.1982 | ÍBV Vestmannaeyja    | 1:4      | Fram Reykjavík       |
| 07.07.1982 | þór Akureyri         | 1:3      | Breiðablik Kópavogur |
| 07.07.1982 | KR Reykjavík         | 2:1      | Valur Reykjavík      |
| 07.07.1982 | Völsungur Húsavík    | 1:2      | Víkingur Reykjavík   |
| 08.07.1982 | KA Akureyri          | 3:1      | ÍB Ísafjörður        |

## Viertelfinale
| Datum      |                      | Ergebnis |                    |
| ---------- | -------------------- | -------- | ------------------ |
| 21.07.1982 | ÍB Keflavík          | 3:0      | Fram Reykjavík     |
| 21.07.1982 | Breiðablik Kópavogur | 1:2      | ÍA Akranes         |
| 21.07.1982 | KR Reykjavík         | 1:0      | Reynir Sandgerði   |
| 21.07.1982 | KA Akureyri          | 1:3      | Víkingur Reykjavík |

## Halbfinale
| Datum      |                    | Ergebnis |              |
| ---------- | ------------------ | -------- | ------------ |
| 11.08.1982 | ÍB Keflavík        | 1:0      | KR Reykjavík |
| 11.08.1982 | Víkingur Reykjavík | 1:2      | ÍA Akranes   |

## Finale
| Paarung  | ÍA Akranes – ÍB Keflavík                                                         |
| Ergebnis | 2:1                                                                              |
| Datum    | 29. August 1982                                                                  |
| Stadion  | Laugardalsvöllur, Reykjavík                                                      |
| Tore     | Für Akranes: Julius Ingolfsson , Arni Sveinsson Für Keflavik: Ragnar Margeirsson |